# Tetrataenium hookerianum
Tetrataenium hookerianum är en växtart i släktet Tetrataenium och familjen flockblommiga växter.
Arten förekommer i Tamil Nadu i sydvästra Indien. Den beskrevs som Heracleum hookerianum av Robert Wight och George Arnott Walker Arnott 1834, och fick sitt nu gällande namn av Ida P. Mandenova 1959.